# أنتونيلا روكوزو
أنتونيلا روكوزو (من مواليد 26 فبراير 1988) هي عارضة أزياء أرجنتينية وسيدة أعمال وناشرة محتوى على وسائل التواصل الاجتماعي، اشتهرت بزواجها من نجم كرة القدم الأرجنتيني ليونيل ميسي.

## حياة مهنية
درست أنتونيلا روكوزو طب الأسنان في جامعة روزاريو الوطنية ،  ثم غيرت نشاطها لاحقًا إلى مواقع التواصل الاجتماعي وتخرجت بدرجة بكالوريوس.  وهي سفيرة للعديد من المنظمات الخيرية، أبرزها صندوق الأمم المتحدة الدولي للطوارئ للأطفال (اليونيسيف) والأولمبياد الخاص.  في أبريل 2023، أيدت حملة اليونيسف #GuardavidasDeLaInfancia لمكافحة فقير (صوفية) وانتهاكات حقوق الإنسان ضد الأطفال في الأرجنتين. 

## الحياة الشخصية
ولدت أنتونيلا ونشأت في روزاريو ، الأرجنتينية؛ التقت ليونيل ميسي من خلال ابن عمها لوكاس سكاليا ، وفي عام 2009 أكد الاثنان انهما على علاقة.  وتزوج ميسي من أنتونيلا في عام 2017، وأنجبا ثلاثة أبناء: تياجو وماتيو وسيرو. 